# Italiaans voetbalkampioenschap 1904
Het Italiaans voetbalkampioenschap 1904 was het zevende kampioenschap (Scudetto) van Italië. Genoa werd voor de zesde maal landskampioen, het was ook de tweede keer dat de club drie titels op rij won, net als vorig jaar werd Juventus vice-kampioen.

## Kwalificatie

### Eerste ronde
Gespeeld op 6 maart
| Team #1                       | Res.  | Team #2            |
| ----------------------------- | ----- | ------------------ |
| Juventus                      | 3 - 2 | FC Torinese        |
| Milan Cricket & Football Club | 1 - 0 | Andrea Doria Genua |

### Tweede ronde
Gespeeld op 13 maart
| Team #1                       | Res.         | Team #2  |
| ----------------------------- | ------------ | -------- |
| Milan Cricket & Football Club | 1 - 1 (n.v.) | Juventus |

Replay gespeeld op 20 maart
| Team #1                       | Res.  | Team #2  |
| ----------------------------- | ----- | -------- |
| Milan Cricket & Football Club | 0 - 3 | Juventus |

## Finale
Gespeeld op 27 maart
| Team #1   | Res.  | Team #2  |
| --------- | ----- | -------- |
| Genoa CFC | 1 - 0 | Juventus |

## Winnend team
- James Spensley
- Bugnion
- P. Rossi
- Schöller
- Senft
- Edoardo Pasteur
- Salvadè
- Goetzlof
- Agar
- Enrico Pasteur
- Pellerani

Scudetto:
1898 ·
1899 ·
1900 ·
1901 ·
1902 ·
1903 ·
1904 ·
1905 ·
1906 ·
1907 ·
1908 ·
1909 ·
1909/10 ·
1910/11 ·
1911/12 ·
1912/13 ·
1913/14 ·
1914/15 ·
1915/16 · 1916/17 · 1917/18 · 1918/19 · 
1919/20 ·
1920/21 ·
1921/22 ·
1922/23 ·
1923/24 ·
1924/25 ·
1925/26 ·
1926/27 ·
1927/28 ·
1928/29

Serie A:
1929/30 ·
1930/31 ·
1931/32 ·
1932/33 ·
1933/34 ·
1934/35 ·
1935/36 ·
1936/37 ·
1937/38 ·
1938/39 ·
1939/40 ·
1940/41 ·
1941/42 ·
1942/43 ·
1944/45 ·
1945/46 ·
1946/47 ·
1947/48 ·
1948/49 ·
1949/50 ·
1950/51 ·
1951/52 ·
1952/53 ·
1953/54 ·
1954/55 ·
1955/56 ·
1956/57 ·
1957/58 ·
1958/59 ·
1959/60 ·
1960/61 ·
1961/62 ·
1962/63 ·
1963/64 ·
1964/65 ·
1965/66 ·
1966/67 ·
1967/68 ·
1968/69 ·
1969/70 ·
1970/71 ·
1971/72 ·
1972/73 ·
1973/74 ·
1974/75 ·
1975/76 ·
1976/77 ·
1977/78 ·
1978/79 ·
1979/80 ·
1980/81 ·
1981/82 ·
1982/83 ·
1983/84 ·
1984/85 ·
1985/86 ·
1986/87 ·
1987/88 ·
1988/89 ·
1989/90 ·
1990/91 ·
1991/92 ·
1992/93 ·
1993/94 ·
1994/95 ·
1995/96 ·
1996/97 ·
1997/98 ·
1998/99 ·
1999/00 ·
2000/01 ·
2001/02 ·
2002/03 ·
2003/04 ·
2004/05 ·
2005/06 ·
2006/07 ·
2007/08 ·
2008/09 ·
2009/10 ·
2010/11 ·
2011/12 ·
2012/13 ·
2013/14 ·
2014/15 ·
2015/16 ·
2016/17 .
2017/18 ·
2018/19 ·
2019/20 ·
2020/21 ·
2021/22 ·
2022/23 ·
2023/24 .
2024/25